# Mersin Stadyumu
Das Mersin Stadyumu (auch bekannt als Mersin Olimpiyat Stadı) ist ein Fußballstadion im Stadtbezirk Yenişehir der türkischen Großstadt Mersin an der Mittelmeerküste. Der Fußballverein Mersin İdman Yurdu, aus der obersten Spielklasse Süper Lig, wechselte 2014 vom Tevfik Sırrı Gür Stadı aus dem Jahr 1951 in die Sportstätte mit 25.497 Sitzplätzen.

## Geschichte
Die Stadt Mersin bewarb sich neben den griechischen Städte Volos und Larisa sowie Rijeka (Kroatien) um die Austragung der Mittelmeerspiele 2013. Am 27. Oktober 2007 erhielten die beiden griechischen Bewerber den Zuschlag. Aufgrund der griechischen Staatsschuldenkrise wurden Volos und Larisa die Veranstaltung vom Comité international des Jeux méditerranéens (CIJM) entzogen. Bei einer neuen Wahl am 23. Februar 2011 erhielt Mersin die meisten Stimmen und wurde neuer Gastgeber der Multisportveranstaltung.
Das Mersin Stadyumu wurde für die Eröffnungs- und Schlussfeier der Spiele errichtet. Da keine Wettkämpfe in der Arena stattfanden, wurde der Spielfeldrasen erst im September nach den Spielen verlegt. Ersten Plänen zufolge sollte die Arena 30.000 Plätze bekommen und Mersin Olimpiyat Stadı heißen. Der Bau startete im Februar 2012, jedoch konnte er nicht komplett bis zum Beginn der Mittelmeerspiele am 20. Juni 2013 abgeschlossen werden. Erst im März 2014 endete die Errichtung. Das Stadion bietet 25.497 Sitzplätze. Diese setzen sich aus den 20.667 normalen Sitzplätzen, den 914 Plätzen in den 54 V.I.P.-Logen auf 4.812 m², 3.773 V.I.P.-Sitzen und 180 Plätze der Ehrentribüne zusammen. Die Arena hat eine Fläche von 55.000 m².
Die doppelstöckigen Ränge sind auf der Haupttribüne wie der Gegengerade mit blauen Kunststoffsitzen belegt. Auf den Hintertortribünen sind Sitze in rot installiert. Auf einer Stahlgerüstkonstruktion ist das Stadiondach mit einer Membran bespannt. Gleiches gilt für die Außenfassade, die mit dem Gewebe umhüllt ist. Die Dachlinie der ovalen Spielstätte fällt zu den Hintertortribünen ab. Es stehen 17 Aufzüge und 34 Treppen zur Verfügung. Zum Bereich des Stadions gehören 1.295 Pkw-Parkplätze sowie 46 Busstellplätze.
Das erste Fußballspiel der Arena wurde am 23. März 2014 ausgetragen. Mersin İdman Yurdu und Gaziantep Büyükşehir Belediyespor trennten sich vor 21.000 Zuschauer im Spiel der zweiten türkischen Liga mit einem 0:0-Unentschieden. Seine Premiere in der Süper Lig feierte das Stadion am 30. August 2014 mit der Partie der Hausherren gegen Beşiktaş Istanbul. Mersin unterlag mit 0:1 durch ein Tor von Cenk Tosun in der 43. Minute.
Bei dem Spiel zeigte sich der Spielfeldrasen in keiner guten Verfassung. Schon in der ersten Halbzeit war das natürliche Grün von tiefen Löchern übersät. Das zweite Heimspiel der Saison am dritten Spieltag gegen Çaykur Rizespor wurde wegen der schlechten Platzverhältnisse nach Adana in das 5 Ocak Fatih Terim Stadı verlegt. Währenddessen nutzte man die Zeit, um in Mersin eine bespielbare Rasenfläche zu ermöglichen. Zum dritten Heimspiel gegen Bursaspor am fünften Spieltag konnte wieder im Mersin Stadyumu gespielt werden.
Da das Yeni Hatay Stadyumu beim Erdbeben in der Türkei und Syrien 2023 beschädigt wurde, trägt Hatayspor seine Heimspiele der Süper Lig 2023/24 im Stadion von Mersin aus.